# Corsept
Corsept [kɔʁsɛ] est une commune de l'Ouest de la France, située dans le département de la Loire-Atlantique, en région Pays de la Loire.
La commune fait partie du pays de Retz.
Corsept compte 2 707 habitants au recensement de 2014. Ses habitants s'appellent les Corseptins.

## Géographie

Situation de la commune de Corsept dans le département de la Loire-Atlantique.

Corsept est située sur la rive sud de l'estuaire de la Loire, à 19 km au sud-est de Saint-Nazaire et 50 km à l'ouest de Nantes.
Les communes limitrophes sont Saint-Brevin-les-Pins, Saint-Père-en-Retz et Paimbœuf.
| Estuaire de la Loire  | Estuaire de la Loire | Estuaire de la Loire Paimbœuf |
| Saint-Brevin-les-Pins | Corsept              | Saint-Père-en-Retz            |
|                       | Saint-Père-en-Retz   | Saint-Père-en-Retz            |

### Climat
Pour des articles plus généraux, voir Climat des Pays de la Loire et Climat de la Loire-Atlantique.
En 2010, le climat de la commune est de type climat méditerranéen altéré, selon une étude du CNRS s'appuyant sur une série de données couvrant la période 1971-2000. En 2020, Météo-France publie une typologie des climats de la France métropolitaine dans laquelle la commune est exposée à un climat océanique et est dans la région climatique  Bretagne orientale et méridionale, Pays nantais, Vendée, caractérisée par une faible pluviométrie en été et une bonne insolation. 
Pour la période 1971-2000, la température annuelle moyenne est de 12,2 °C, avec une amplitude thermique annuelle de 12,8 °C. Le cumul annuel moyen de précipitations est de 745 mm, avec 12,5 jours de précipitations en janvier et 6 jours en juillet. Pour la période 1991-2020, la température moyenne annuelle observée sur la station météorologique de Météo-France la plus proche, « Saint-Nazaire-Montoir », sur la commune de Montoir-de-Bretagne à 9 km à vol d'oiseau, est de 12,6 °C et le cumul annuel moyen de précipitations est de 792,0 mm,. Pour l'avenir, les paramètres climatiques de la commune estimés pour 2050 selon différents scénarios d'émission de gaz à effet de serre sont consultables sur un site dédié publié par Météo-France en novembre 2022.

## Urbanisme

### Typologie
Au 1er janvier 2024, Corsept est catégorisée commune rurale à habitat dispersé, selon la nouvelle grille communale de densité à sept niveaux définie par l'Insee en 2022.
Elle est située hors unité urbaine. Par ailleurs la commune fait partie de l'aire d'attraction de Saint-Nazaire, dont elle est une commune de la couronne,. Cette aire, qui regroupe 24 communes, est catégorisée dans les aires de 200 000 à moins de 700 000 habitants,.
La commune, bordée par l'estuaire de la Loire, est également une commune littorale au sens de la loi du 3 janvier 1986, dite loi littoral. Des dispositions spécifiques d’urbanisme s’y appliquent dès lors afin de préserver les espaces naturels, les sites, les paysages et l’équilibre écologique du littoral, tel le principe d'inconstructibilité, en dehors des espaces urbanisés, sur la bande littorale des 100 mètres, ou plus si le plan local d’urbanisme le prévoit.

### Occupation des sols
L'occupation des sols de la commune, telle qu'elle ressort de la base de données européenne d’occupation biophysique des sols Corine Land Cover (CLC), est marquée par l'importance des territoires agricoles (67,5 % en 2018), en diminution par rapport à 1990 (68,6 %). La répartition détaillée en 2018 est la suivante : 
terres arables (25 %), zones agricoles hétérogènes (23,2 %), zones humides côtières (20,5 %), prairies (19,3 %), eaux maritimes (8,6 %), zones urbanisées (2,9 %), milieux à végétation arbustive et/ou herbacée (0,6 %). L'évolution de l’occupation des sols de la commune et de ses infrastructures peut être observée sur les différentes représentations cartographiques du territoire : la carte de Cassini (XVIIIe siècle), la carte d'état-major (1820-1866) et les cartes ou photos aériennes de l'IGN pour la période actuelle (1950 à aujourd'hui).

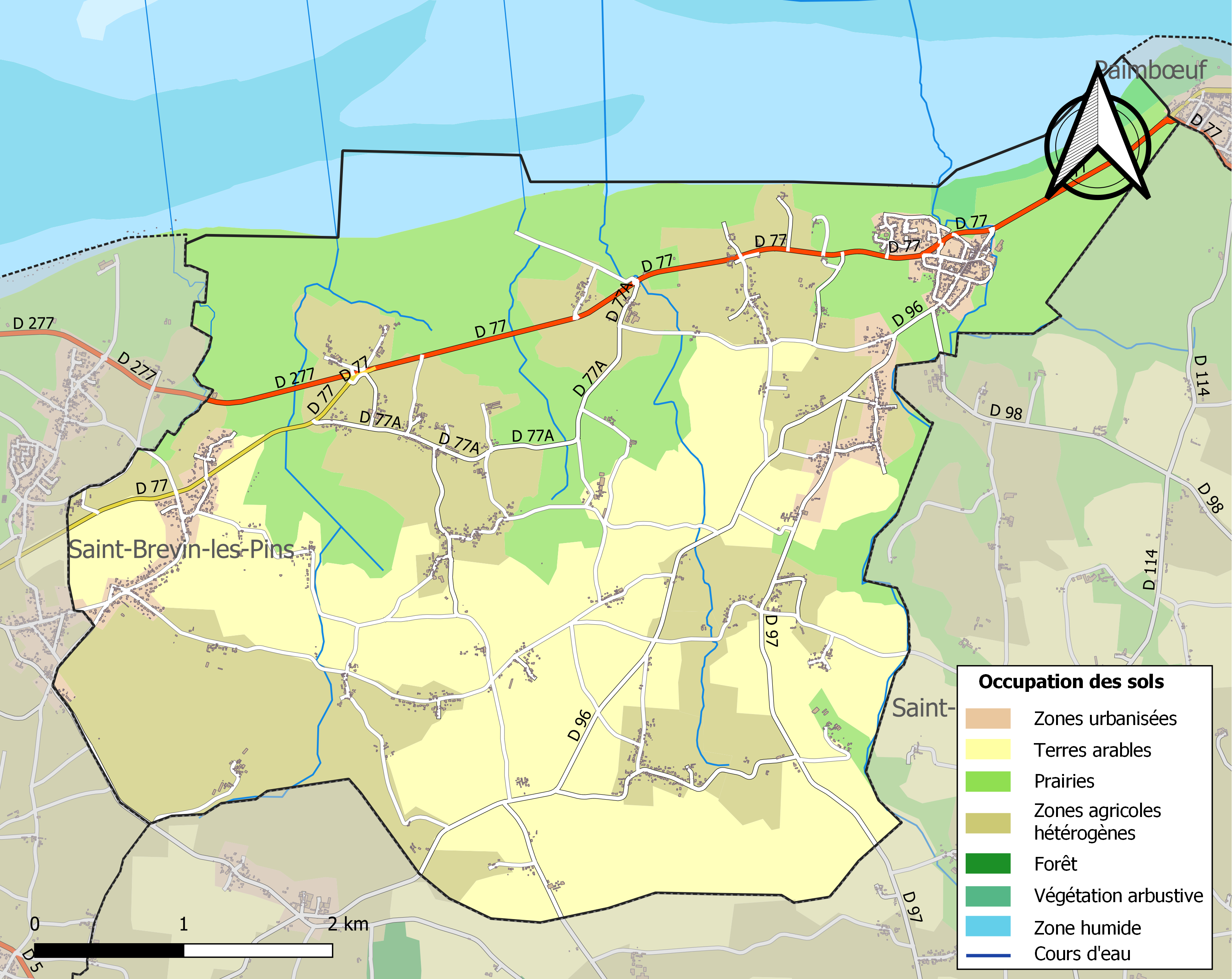
Carte des infrastructures et de l'occupation des sols de la commune en 2018 (CLC).

## Toponymie
Le nom de la localité est attesté sous les formes Corsuito au XIIe siècle, Corseth en 1142, Corset en 1654.
Il s'agit peut-être d'un dérivé du vieux breton cors « roseau, marais » suivi du suffixe -etum [?], suffixe gallo-roman qui désigne un ensemble de végétaux appartenant à la même espèce (cf. suffixe français -aie : chênaie, etc.).
La forme ancienne Corseth évoque le breton moderne korzid « roselière ». L’avantage de cette hypothèse est de correspondre à la réalité du terrain, riche en marais et roseraies, cependant dans Corsuit, le radical est plutôt Corsu- et il existe dans la toponymie française plusieurs occurrences similaires : Corset à Naintré, Corset à Retournac, etc. Une autre explication ne peut donc pas être du tout écartée. 
Corsept possède un nom en gallo, la langue d'oïl locale : Corset selon l'écriture ABCD ou Corsèt selon les écritures ELG et MOGA. Le nom gallo est prononcé comme en français [kɔr.sɛ],.
Un nom en breton est attesté à la fin du XXe siècle : Korzed.

## Histoire
La seigneurie appartient en 1040 à Raoul de Corsept. Un oratoire est mentionné sur l'île Saint-Nicolas-des-Défunts (Saint-Nicolas-du-Corsept) en 1137. Ce lieu est tenu par les moines de l'abbaye de Tiron (fondée par saint Bernard de Ponthieu vers 1109) jusqu'au XVIIe siècle.
Le siège de la juridiction, après avoir été au logis de la Cour, à la sortie du bourg, se tient par la suite au Plessis-la-Guesne (ou Guesche), où se trouvaient jadis l'auditoire et la prison.
Les acquéreurs de ce domaine national sont à partir du début du XIXe siècle les familles Museau, Lucas, Ramet, Audureau (tous marchands de Paimbœuf).
Plus tard, le négociant Sallentin réunit le Plessis à ses vastes propriétés.
Le site de Corsept étant abandonné, Louis XVIII acquiert celui-ci pour y installer un lazaret qui finalement sera installé à Saint-Brevin-les-Pins.
Comme ses voisines de l'arrière pays nazairien, Corsept s'est trouvée prise à la fin de la Seconde Guerre mondiale dans la Poche de Saint-Nazaire, ce qui lui valut une prolongation de l'Occupation allemande de 9 mois de plus que le reste de la région nantaise (d'août 1944 au 11 mai 1945).

## Politique et administration

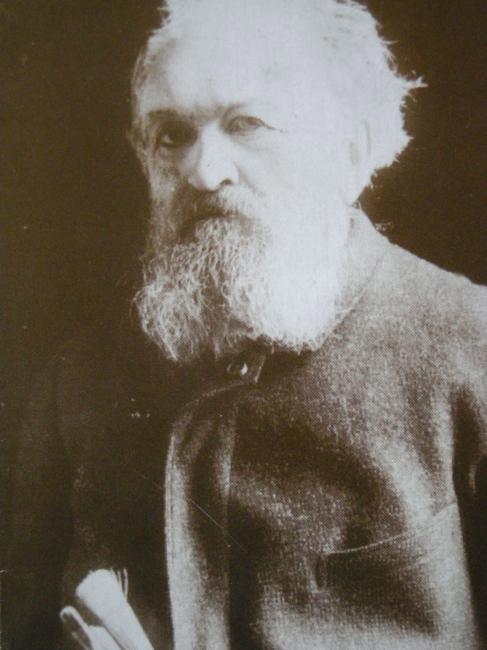
Charles Le Roux (1914-1895), maire de Corsept de 1853 à 1861.

## Population et société

### Démographie
Selon le classement établi par l'Insee, Corsept est une commune multipolarisée. Elle fait partie de la zone d'emploi de Saint-Nazaire et du bassin de vie de Saint-Père-en-Retz. Elle n'est intégrée dans aucune unité urbaine. Toujours selon l'Insee, en 2010, la répartition de la population sur le territoire de la commune était considérée comme « peu dense » : 6 % des habitants résidaient dans des zones « intermédiaires », 89 % dans des zones « peu denses » et 5 % dans des zones « très peu denses ».

#### Évolution démographique
L'évolution du nombre d'habitants est connue à travers les recensements de la population effectués dans la commune depuis 1793. Pour les communes de moins de 10 000 habitants, une enquête de recensement portant sur toute la population est réalisée tous les cinq ans, les populations de référence des années intermédiaires étant quant à elles estimées par interpolation ou extrapolation. Pour la commune, le premier recensement exhaustif entrant dans le cadre du nouveau dispositif a été réalisé en 2008.

En 2022, la commune comptait 2 615 habitants, en évolution de −2,57 % par rapport à 2016 (Loire-Atlantique : +6,68 %, France hors Mayotte : +2,11 %).
| 1793  | 1800 | 1806 | 1821  | 1831  | 1836  | 1841  | 1846  | 1851  |
| ----- | ---- | ---- | ----- | ----- | ----- | ----- | ----- | ----- |
| 1 010 | 914  | 898  | 1 014 | 1 047 | 1 022 | 1 015 | 1 041 | 1 076 |

| 1856  | 1861  | 1866  | 1872  | 1876  | 1881  | 1886  | 1891  | 1896  |
| ----- | ----- | ----- | ----- | ----- | ----- | ----- | ----- | ----- |
| 1 133 | 1 121 | 1 088 | 1 080 | 1 108 | 1 125 | 1 082 | 1 063 | 1 068 |

| 1901  | 1906  | 1911 | 1921 | 1926 | 1931 | 1936 | 1946 | 1954 |
| ----- | ----- | ---- | ---- | ---- | ---- | ---- | ---- | ---- |
| 1 026 | 1 022 | 990  | 863  | 836  | 820  | 826  | 827  | 826  |

| 1962 | 1968 | 1975 | 1982  | 1990  | 1999  | 2006  | 2008  | 2013  |
| ---- | ---- | ---- | ----- | ----- | ----- | ----- | ----- | ----- |
| 810  | 807  | 951  | 1 351 | 1 633 | 1 965 | 2 486 | 2 638 | 2 710 |

| 2018  | 2022  | - | - | - | - | - | - | - |
| ----- | ----- | - | - | - | - | - | - | - |
| 2 651 | 2 615 | - | - | - | - | - | - | - |

#### Pyramide des âges
La population de la commune est relativement jeune.
En 2018, le taux de personnes d'un âge inférieur à 30 ans s'élève à 37,0 %, soit en dessous de la moyenne départementale (37,3 %). À l'inverse, le taux de personnes d'âge supérieur à 60 ans est de 20,6 % la même année, alors qu'il est de 23,8 % au niveau départemental.
En 2018, la commune comptait 1 357 hommes pour 1 294 femmes, soit un taux de 51,19 % d'hommes, largement supérieur au taux départemental (48,58 %).
Les pyramides des âges de la commune et du département s'établissent comme suit.
| Hommes | Classe d’âge | Femmes |
| ------ | ------------ | ------ |
| 0,4    | 90 ou +      | 0,5    |
| 3,8    | 75-89 ans    | 4,1    |
| 15,5   | 60-74 ans    | 17,0   |
| 23,5   | 45-59 ans    | 23,1   |
| 17,8   | 30-44 ans    | 20,3   |
| 16,9   | 15-29 ans    | 13,3   |
| 22,1   | 0-14 ans     | 21,7   |

| Hommes | Classe d’âge | Femmes |
| ------ | ------------ | ------ |
| 0,6    | 90 ou +      | 1,8    |
| 6      | 75-89 ans    | 8,6    |
| 15,1   | 60-74 ans    | 16,4   |
| 19,4   | 45-59 ans    | 18,8   |
| 20,1   | 30-44 ans    | 19,3   |
| 19,2   | 15-29 ans    | 17,4   |
| 19,5   | 0-14 ans     | 17,6   |

## Patrimoine et culture locale

### Lieux et monuments
- L'église Saint-Martin[28].

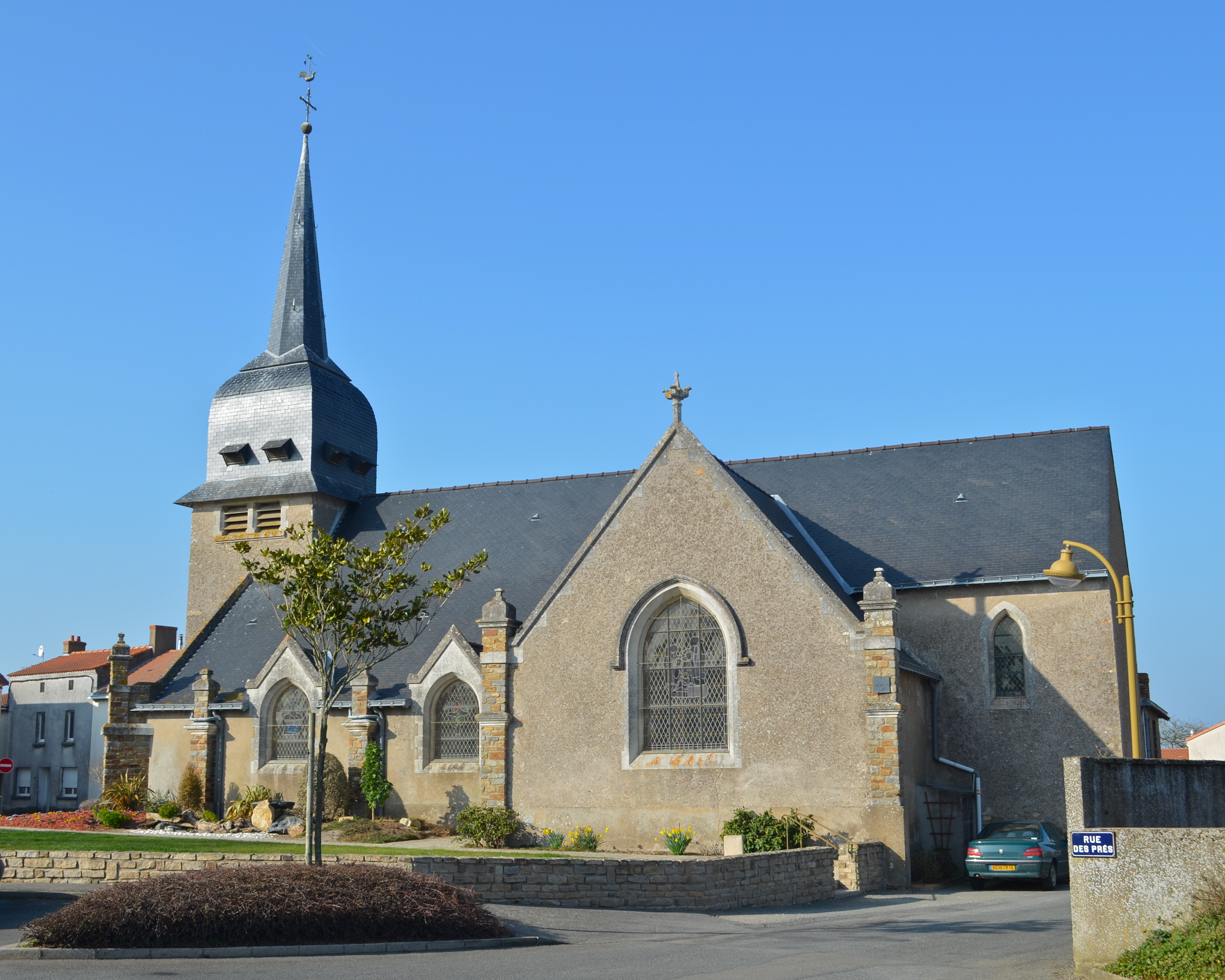
L'église Saint-Martin.

- « Le Pasquiaud », en bordure de Loire dans l'estuaire, vis-à-vis de Donges, fut une des habitations du peintre paysagiste nantais Charles Le Roux (1814-1895). Son épouse Marie Euphémie Affilé reçut ce domaine en 1848, des mains de son grand-père négociant à Paimbœuf. Le couple y recevait les amis peintres : Théodore Rousseau, Gustave Doré, Louis Cabat, Jean-Baptiste Corot (les bouquets, redécouverts en 1984[29], peints sur les murs du salon lui sont attribués) etc. Charles Le Roux avait son atelier dans un moulin voisin : le moulin Perret. On peut voir au musée d'Orsay le tableau Prairie et marais de Corsept à l'embouchure de la Loire au mois d'Août présenté au Salon de 1859[30].

- Les mégalithes : « Pierre-Bonde », « le Menhir des Cassis »[31] ainsi que « les Pierres Blanches »[32].

Deux des menhirs de Corsept
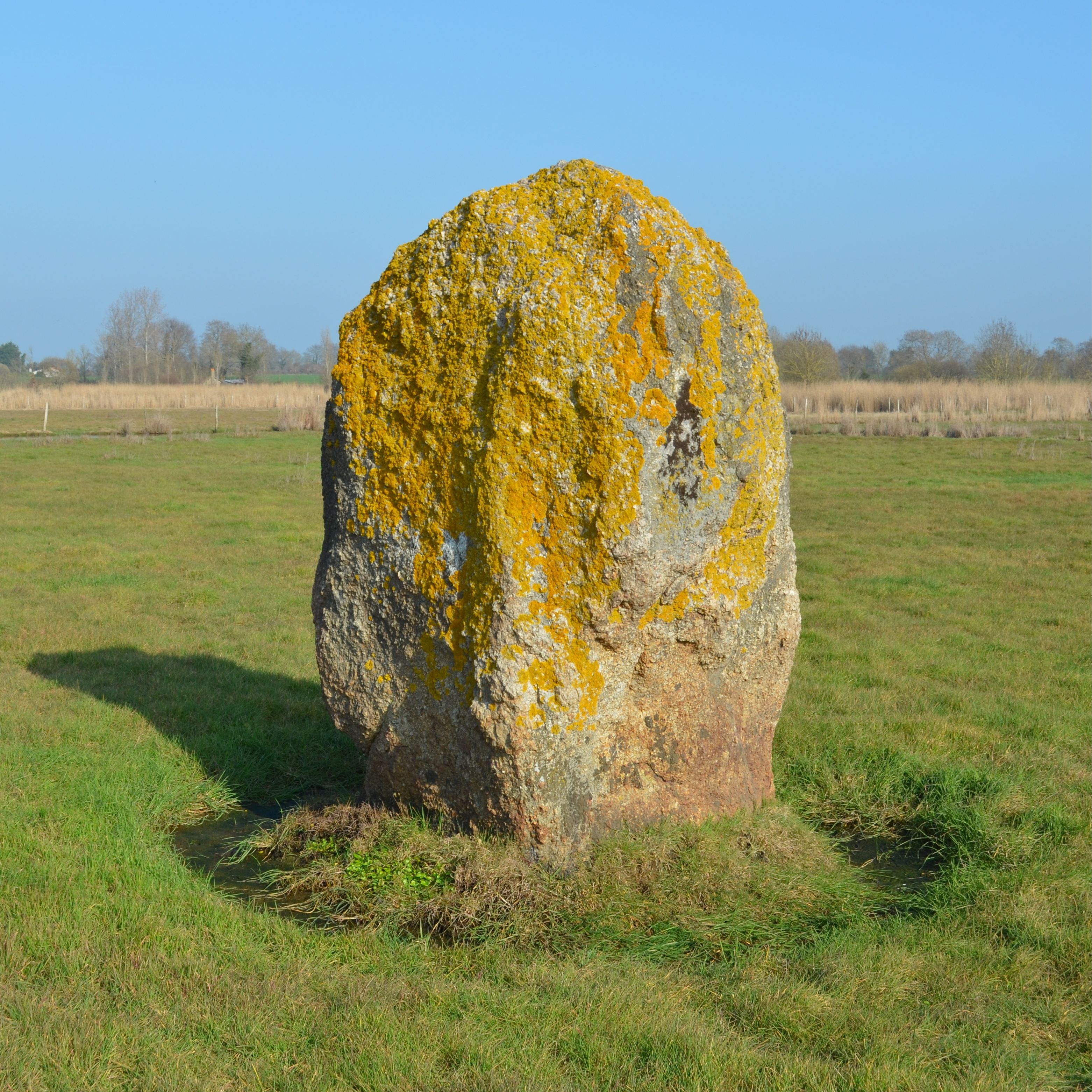
Menhir de Pierre-Bonde.
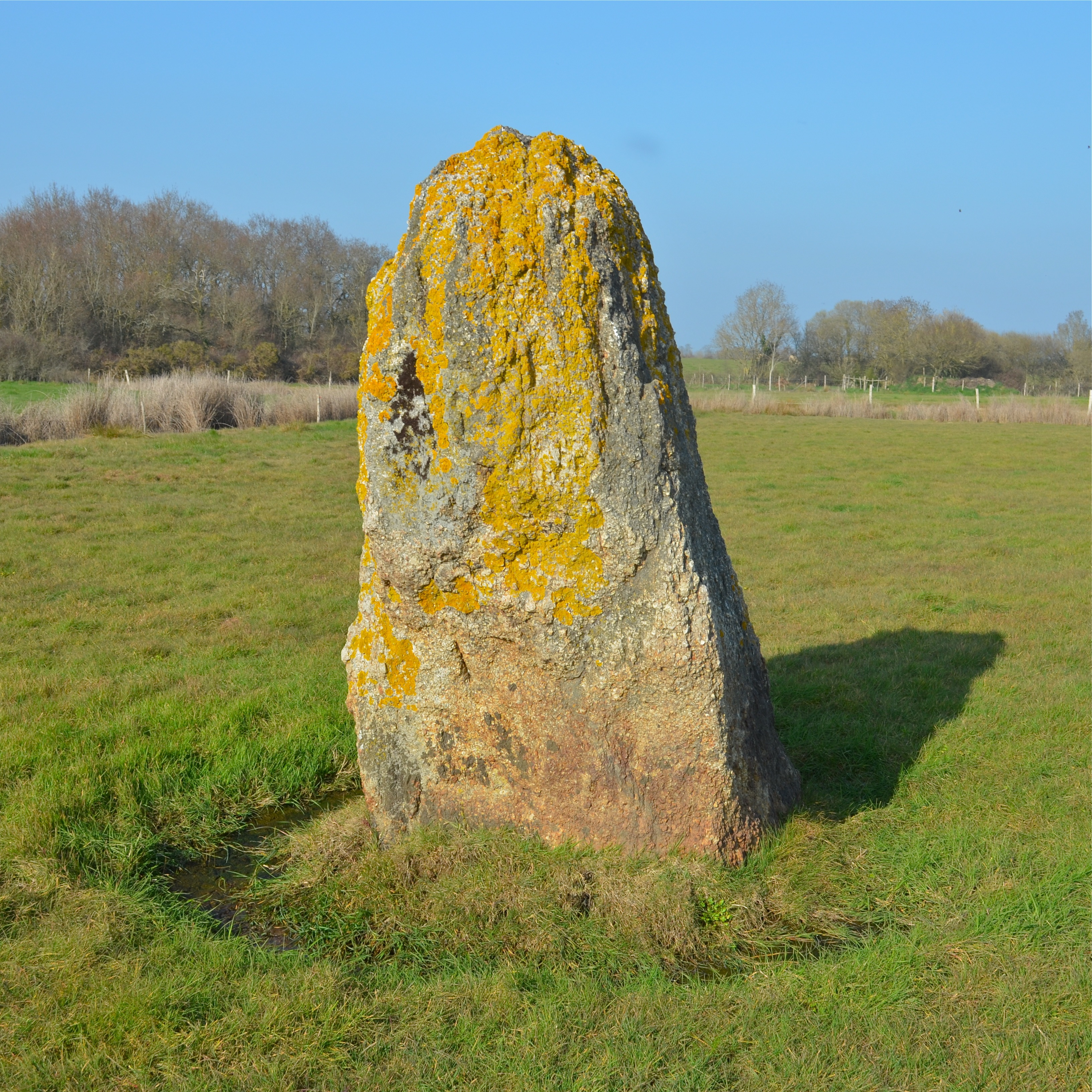
Menhir de Pierre-Bonde.
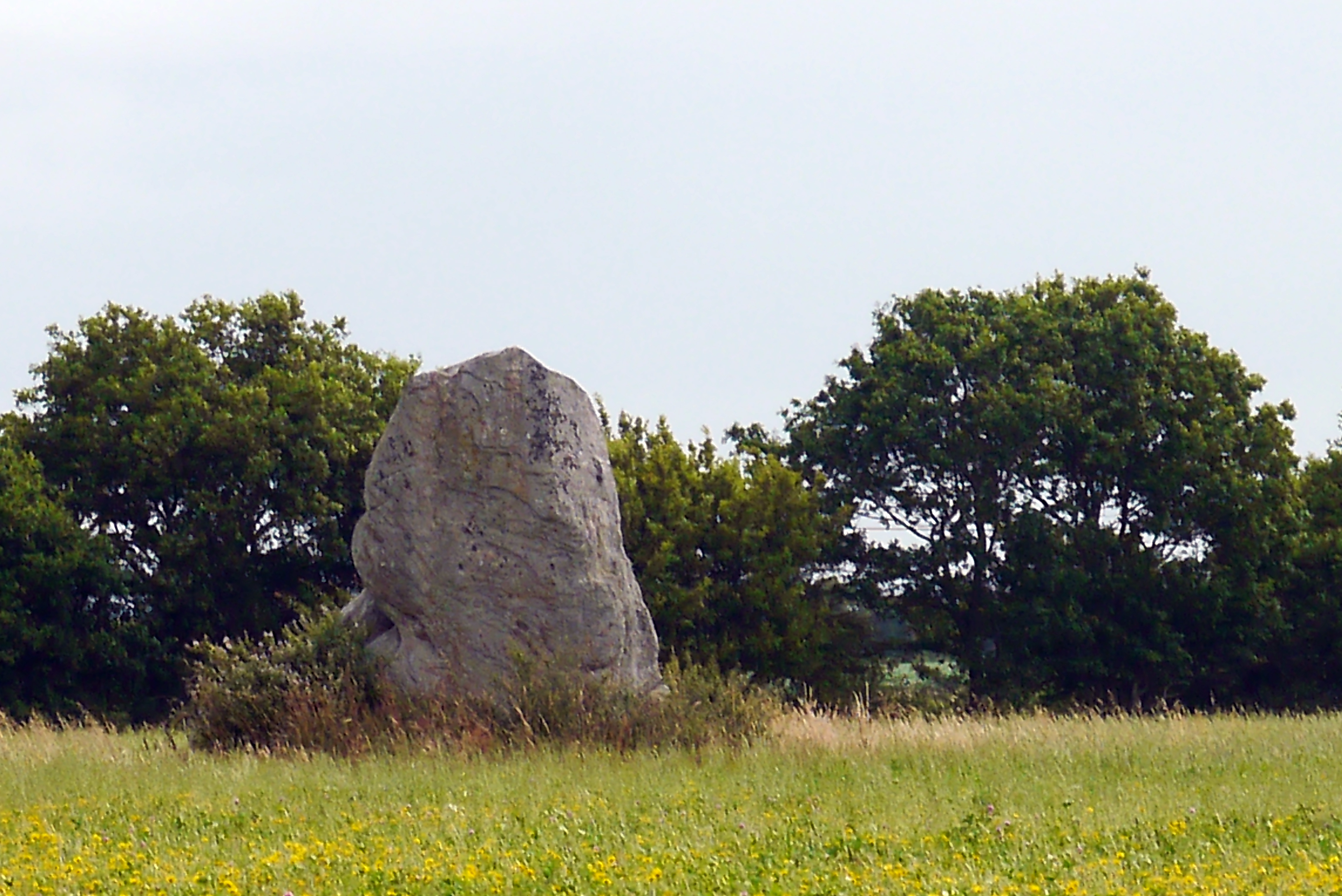
Menhir des Cassis.
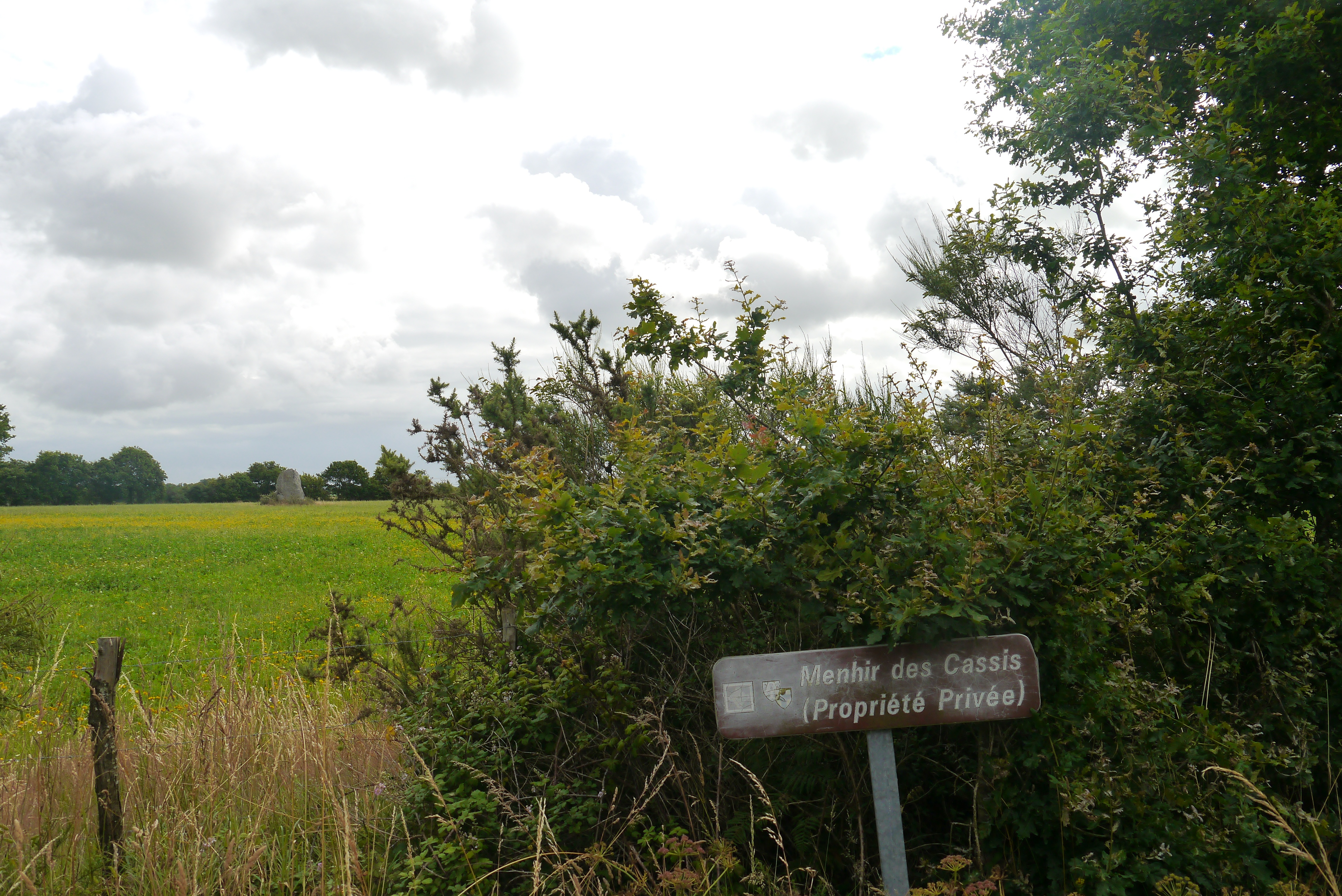
Menhir des Cassis.

### Héraldique
| Blason | Blasonnement : Écartelé : aux premier et au quatrième, d'azur à sept cœurs d'or, ordonnés 3, 2, 1 et 1 dans le premier quartier et 1, 1, 2 et 3 dans le quatrième ; aux deuxième et au troisième, d'argent plain ; sur le tout, d'argent à la croix de sable. Commentaires : Armes parlantes (les sept cœurs rappellent le nom de la ville : Corpus Septimum : « Septième Corps », désignant la septième paroisse des bords de la Loire créée par Saint Martin de Vertou). |

Ancien blason

Auparavant, le blasonnement de Corsept était : D'azur aux sept cœurs d'or posés trois, deux, un et un. Armes parlantes (les sept cœurs rappellent le nom de la ville : Corpus Septimum : « Septième Corps », désignant la septième paroisse des bords de la Loire créée par Saint Martin de Vertou). Ce blason est une réduction de la bannière présentée à La Sicaudais (1946), qui portait : écartelé : aux premier et au quatrième, d'azur à sept cœurs d'argent ; aux deuxième et au troisième, de gueules ; l'écusson de Retz (d'or à la croix de sable) sur le tout. Blason conçu par Mme Humblot (délibération municipale du 27 novembre 1971), enregistré le 19 juillet 1972.

### Personnalités liées à la commune
- Arnaud Chiron, curé de la paroisse (1735-1762). Très proche de la cause ouvrière, il quitte le clergé en 1762 à la suite de désaccords avec Pierre Mauclerc de La Musanchère, alors évêque de Nantes[34].
- Charles Le Roux, artiste peintre paysagiste né et mort à Nantes (1814-1895), résida et travailla à Corsept au Pasquiaud où il reçut de nombreuses fois ses amis peintres de l'école de Barbizon. Camille Corot réalisa les personnages de son tableau Prairie et marais de Corsept au mois d’août à l’embouchure de la Loire en 1859. Cette huile sur toile est conservé au Musée d'Orsay à Paris[35].
- Maria Humblot (1899-1988), née Boismain, seule architecte navale à son époque, élue au conseil municipal de Corsept lors des premières élections auxquelles les femmes ont eu le droit de vote en France, puis élue maire, une des 250 femmes dans ce cas en France, et la seule du pays de Retz. En 1972, « seule femme architecte navale au monde », elle est faite chevalier dans l'Ordre national de la Légion d'honneur[36].